# Parupeneus barberinus
Parupeneus barberinus (Lacépède, 1801) è un pesce d'acqua salmastra appartenente alla famiglia Mullidae.

## Descrizione
Raggiunge i 30 cm di lunghezza in media, i 60 cm solo in soggetti maschi, in casi eccezionali.
Questa specie, la più grande del suo genere ed addirittura della famiglia delle Mullidae, presenta una caratteristica banda, marrone scuro o nera, alla base della pinna caudale. Ha dei caratteristici barbigli, del resto tipici dei Parupeneus. In generale, questo pesce è color bianco-giallastro. Se l'acqua in cui la specie vive è particolarmente profonda, può presentarsi una mutazione, piuttosto comune, con la pelle rossastra, maculata con strisce bianche.

## Biologia

### Comportamento
È prevalentemente diurno, e nuota in piccoli banchi o solitario.

### Alimentazione
Si nutre di invertebrati come policheti, bivalvi e crostacei, tra cui copepodi, anfipodi (Gammaridea), isopodi, granchi (Thalamita sp.) e ostracodi.

### Parassitismo
La specie può ospitare un parassita, il trematode Paropecoelus Pritchard, 1966.

## Distribuzione e habitat

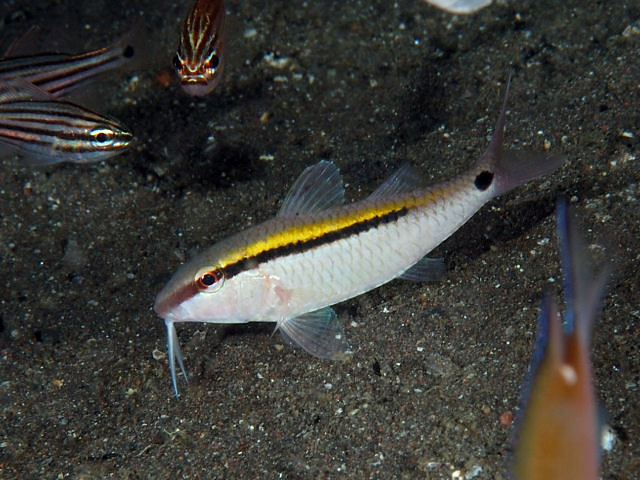
P. barberinus

È diffuso nel Golfo di Aden, nelle acque dell'Oman, del Sudafrica, del sud del Giappone, dell'Australia e della Nuova Caledonia, nonché nelle Isole Marchesi, nelle Isole Tuamotu e nella Micronesia. Vive fino a 100 metri di profondità. È una specie molto comune.